# سیارک ۴۶۴۴
سیارک ۴۶۴۴ (به انگلیسی: 4644 Oumu، نامگذاری:1990SR3) چهار هزار و ششصد و چهل و چهارمین سیارک کشف شده‌است که در ۱۶ سپتامبر ۱۹۹۰ کشف شد.
قدر مطلق سیارک برابر ۱۲٫۱۰ است.